# Pascual de Andagoya
Pascual de Andagoya (1495, Andagoia, Kuartango, Španělsko – 18. června 1548, Cuzco, Peru) byl španělský conquistador a mořeplavec.
Narodil se ve vesnici Andagoya, v údolí Cuartango (Álava), v severním Španělsku. Již mladý se dne 11. dubna 1514 pod vedením Pedro Ariase de Ávily vydal jako objevitel a průzkumník do Nového světa. Celá expedice měla 22 lodí s 2000 námořníky. Jejich cílem bylo kolonizovat Střední Ameriku. Z počátku se usadil v Panamě, později se přesunul jižněji ke kolumbijské hranici, kde se dozvěděl zprávy o existenci říše Inků, proto v roce 1522 plul na jih až ke 4° s.š., poté se jeho zdravotní stav zhoršil, vrátil se tedy do Panamy, kde šířil zprávy o jeho objevech, zejména o existenci země, kde je mnoho bohatství, zlata a stříbra. Tím vyburcoval další dobyvatelé k hledání této země mezi nimiž byl i Francisco Pizarro. Při této cestě byl prvním Evropanem, který se dostal na tichooceánské pobřeží Jižní Ameriky. V roce 1539 objevil nejkratší cestu z Bogoty přes Kordillery k pobřeží Tichého oceánu. V témže roce byl odměněn králem Karlem V. za zastupování úřadu a práci s Indiány i když ve skutečnosti byl velmi brutální. V roce 1540 se prohlásil guvernérem nově založeného města Popayán, které držel až do roku 1542, kdy ho legitimní guvernér Sebastián de Belalcázar sesadil. V roce 1548 v peruánském Cuscu zemřel.